# فيك أرمسترونج
فيك أرمسترونج (بالإنجليزية: Vic Armstrong)‏ هو مخرج وممثل بريطاني، ولد في 5 أكتوبر 1946 في المملكة المتحدة.

## أعمال

### أفلام
- (1967) أنت فقط تعيش مرتين[4]
- (1981) مستذئب أمريكي في لندن
- (2014) الباقون بالخلف[5]

## وصلات خارجية
- فيك أرمسترونج على موقع IMDb (الإنجليزية)
- فيك أرمسترونج على موقع ألو سيني (الفرنسية)
- فيك أرمسترونج على موقع ميوزك برينز (الإنجليزية)
- فيك أرمسترونج على موقع أول موفي (الإنجليزية)
- فيك أرمسترونج على موقع بوكس أوفيس موجو (الإنجليزية)
- فيك أرمسترونج على موقع قاعدة بيانات الأفلام السويدية (السويدية)
- فيك أرمسترونج على موقع قاعدة بيانات الفيلم (الإنجليزية)
- فيك أرمسترونج على موقع كينوبويسك (الروسية)